# Flander's Company
 (juin 2019).
 (septembre 2021).
- Si vous ne connaissez pas le sujet, laissez ce bandeau (vous pouvez alors contacter les auteurs).
- Si vous supprimez le contenu mis en cause (vous pouvez préalablement contacter les auteurs),

argumentez précisément cette suppression dans la page de discussion
(un manque de référence n'est pas un argument ; une recherche réelle de référence doit avoir été effectuée, être formellement documentée).
 (janvier 2013).
Flander’s Company est une série télévisée humoristique française de format shortcom créée par Ruddy Pomarede, réalisée par les Guardians et diffusée du 18 janvier 2008 au 8 juillet 2012 sur la chaîne de télévision Nolife et depuis sur internet.
Il s'agit d'une série avec de nombreux éléments en lien avec le fantastique et plus particulièrement l'univers des super-héros, qui parodie souvent des personnages de comics, mangas, films ou jeux vidéo.
L'élément principal de la série est la Flander's Company, une entreprise spécialisée dans le recrutement et le placement de super-vilains, dont les talents seront exploités pour donner du travail aux super-héros.
Au début de la série, les épisodes se suivent sans réel lien entre eux au niveau du scénario, chaque épisode ayant sa propre intrigue. Le simple but des épisodes sont d'être amusants et d'introduire les personnages principaux de la série. C'est à partir de la saison deux que le scénario commence à se développer et d'avoir une histoire continue.

## Synopsis
L'histoire prend place dans les locaux de la Flander's Company, société dirigée par Armand Trueman et spécialisée dans le recrutement, la formation et la gestion de carrière des « super-vilains », les ennemis naturels des super-héros.

### Saison 1
La première saison présente une série d'épisodes n'ayant pas de liens entre eux, la grande majorité n'étant que des entretiens d'embauche auprès d'Hippolyte. Hormis l'arrivée puis l'intégration de Cindy à la Flander's, seule réelle évolution de la trame scénaristique, cette saison présente avant tout le quotidien des personnages principaux : Hippolyte, Caleb, Armand Trueman, Cindy et le Dr Parker.

### Saison 2
La C.C. Corporation, grosse multinationale du prêt-à-porter (spécialisée dans les super-héros), prend la tête de la Flander's grâce à une opération boursière frauduleuse, et renvoie Armand Trueman.

### Saison 3
Dans la saison 3, Trueman et ses acolytes, après avoir repris leur compagnie, découvrent qu'avant de partir, la C.C. a détruit leur système informatique, les privant d'une très grande partie des super-vilains travaillant pour eux, et les forçant donc à remettre leurs costumes pour les remplacer pendant la réparation des dégâts. Par ailleurs, Gladys et George ont rejoint la Flander's à plein temps, et Damien, seconde personnalité cachée du Dr Parker qui avait été libéré à la fin de la saison 2, prend le contrôle du corps de son hôte tous les jeudis et vendredis de la semaine (selon son accord avec Trueman) au grand dam de ses collègues qui craignent cette nouvelle personnalité destructrice.
Parallèlement à cette nouvelle routine qui s'installe, la série présente, lors de plusieurs épisodes, ce qu'il advient des membres de la C.C. (hormis Jocelyn, décédé lors de la bataille) après leur défaite face à Trueman. Attaqués à leur siège par un étrange groupe de quatre personnes aux pouvoirs surdimensionnés, Carla, Nadège, Déborah, Maxence et Kevin tentent de se cacher de leurs agresseurs, après la destruction totale du bâtiment et la mort de Chantal Connasse, leur patronne. Ils tentent également de comprendre qui sont ces individus. Ce groupe qui se trouvera finalement être AEGIS, un groupe de super-héros extrémistes dont le but est de mettre fin au commerce des héros-vilains, la Flander's en étant un des éléments clés (l'attaque de la C.C. étant finalement une erreur due au rachat précédent de la Flander's). Leurs pouvoirs ont été amplifiés par le professeur Shredder, qui cherchait un moyen de guérir l'un d'entre eux, durement frappé lors d'un combat.
À la suite de l'éradication d'une grande partie de leurs employés super-vilains, tous tués par AEGIS, la Flander's s'allie à l'équipe de la C.C. pour faire front commun. Malgré la mort de Hitomi (demi-sœur de Hippolyte) et de Maxence, ainsi que la disparition de Nadège dans un trou noir, la victoire de la Flander's et de ses alliés sur les membres d'AEGIS est définitive. Au terme du combat, Armand Trueman envoie Carla, Déborah et Kevin (les ultimes survivants de la C.C.) au pôle Nord.

### Saison 4
Armand Trueman, Hippolyte, Cindy, Caleb et Parker partent pour les États-Unis dans le but d' « alléger » les conditions de travail de Fataloose (parodie du Docteur Fatalis) en allant voir ses adversaires, les Quatre Fantastiques. Cependant, après que la situation eut dégénéré à cause d'une intervention de Fataloose, Hippolyte et Caleb sont envoyés dans un monde alternatif alors que leurs alter-ego provenant de ce même univers prennent leur place, ceci à cause d'une faille spatio-temporelle qu'ils avaient tous deux provoqués dans l'épisode final de la saison précédente. Le Dr. Parker, quant à lui, est coupé en deux : son esprit accompagne Hippolyte et Caleb, tandis que celui de Damien reste dans leur monde - son corps étant détruit dans le processus.
Dans l'autre réalité, la Flander's Company - dirigée par George Trueman - s'occupe non pas des super-vilains mais des super-héros. À la suite d'une grande guerre opposant un Superman recueilli et élevé par des dignitaires nord-coréens à l'alliance de tous les super-héros et super-vilains, tous les grands supers qui peuplaient le monde moururent. La Flander's Company parvint cependant à créer une formule permettant de donner des super-pouvoirs de synthèse, et un certain nombre de leurs employés (les personnages principaux compris) n'ont pas de pouvoirs naturels. Une routine s'installe finalement, la série montrant en alternance le quotidien des deux réalités. Si, dans la Flander's maléfique, les versions héroïques d'Hippolyte et Caleb dévoilent sans mal le fait de venir d'un monde parallèle, leurs alter-ego préfèrent le cacher, craignant la réaction de la société, qui utilise ses employés en tant qu'images de marque de la compagnie.
Cependant, la faille spatio-temporelle a d'autres effets, dont l'apparition de zombies hurleurs appelés "Choristes", venus d'une troisième réalité, dans laquelle Nadège était d'ailleurs enfermée. À la suite d'un combat contre ces monstres, les versions maléfiques d'Hippolyte et Caleb se trouvent obligés de révéler leurs pouvoirs et de dévoiler leur histoire à leurs collègues alternatifs. Du côté des vilains, Armand transforme l'invasion des créatures extra-planaires en affaire juteuse en convertissant la Flander's en une entreprise de location d'aides de terrain pour les super-héros : ces derniers ne sont en effet plus habitués à la dangerosité des vrais combats. Mais les deux mondes finissent par être débordés par l'invasion et refermer la faille devient une urgence. Carla, Kevin et Nadège sont alors embauchés par la Flander's pour pallier le manque de personnel.
Dans chacun des univers, les cerveaux locaux finissent par trouver une solution : Fataloose, Magnetus et Shredder dans l'univers originel, Caleb et Gauthier (alter-ego de Gladys) dans l'autre. Mais pour refermer la faille, il est indispensable que chacun retourne dans son monde d'origine, ce qui ne plaît pas à tout le monde. Dans la Flander's maléfique, Damien, ayant pris possession du corps de Gladys, s'oppose à la fermeture de la faille pour ne plus avoir à cohabiter avec le docteur Parker. Dans l'autre univers, George désire se rendre lui-même dans l'autre monde pour faire des affaires juteuses. La saison se conclut dans un double combat héroïque pour la fermeture de la faille, bien évidemment gagné par nos héros. Les deux réalités restent toutefois connectées, ce qui permet à Armand Trueman de donner des conseils de gestion à ses homologues de l'autre dimension.

### Saison 5
Le 5 février 2017, un épisode spécial de Flander's Company fut diffusé lors de l"évènement Noob au Grand Rex (et le 11 février sur la chaine Nolife). À la fin de ce dernier, on voit Armand Trueman qui semble être à nouveau ruiné/dépossédé de sa compagnie (les locaux de la société sont à vendre). Alors que la caméra monte pour afficher les crédits, le sous-titre "Saison V" apparaît et indique un tournage en 2017. Après une diffusion en avant-première lors de la conférence Noob à Paris Manga en octobre 2017, le premier épisode de la saison 5 est annoncé pour le premier trimestre 2018.
Le 8 avril 2018, il est diffusé sur la chaine Nolife pendant la soirée d'adieu de cette dernière. Il s'agit donc de l'ultime épisode diffusé sur la chaîne qui a permis à la série de connaître le succès.
Avant l'épisode, l'équipe réalise une courte vidéo de remerciement envers Nolife. Il était prévu que la saison 5 soit diffusée sur Nolife mais l'arrêt de la chaîne ne le permettra pas. Les épisodes seront diffusés uniquement sur la chaîne Youtube Olydri.
Lors de la saison 5, la Flander's Company voit son activité s'effondrer quand les super-héros et les super-vilains se mettent à publier eux-mêmes des vidéos sur Internet (encouragés par la société AD&Co) dans lesquelles ils se battent entre eux ou testent divers produits. Devenus influenceurs, ils n'ont donc plus besoin de la Flander's Company pour leur fournir ou les embaucher en tant que nemesis. Une grande partie de la Flander's quitte le navire et se reconvertit pendant qu'Armand Trueman essaie désespérément de trouver le moyen de redresser son entreprise. Après plusieurs tentatives ratées, Armand rassemble son équipe phare et leur fait attaquer diverses installations, y compris la Confrérie des Ombres, afin de rappeler au monde le danger que représentent les super-vilains. Les "super-héros", qui n'ont plus combattu depuis longtemps, ont du mal à réagir efficacement. Tout s'achève, comme de juste, dans une bataille générale.

## Personnages principaux

### Flander's Company
La Flander's Company est une entreprise multinationale dirigée par Armand Trueman. Elle sert à recruter et former des super-vilains de qualité pour les vendre en tant que Némésis à des super-héros.
En dehors d'un très bon moyen de gagner de l'argent, l'entreprise est indispensable au système mis en place entre les super-héros et les super-vilains, ces derniers acceptant de servir de faire-valoir aux premiers, à condition d'être grassement rémunérés.

#### Hippolyte Kurtzmann

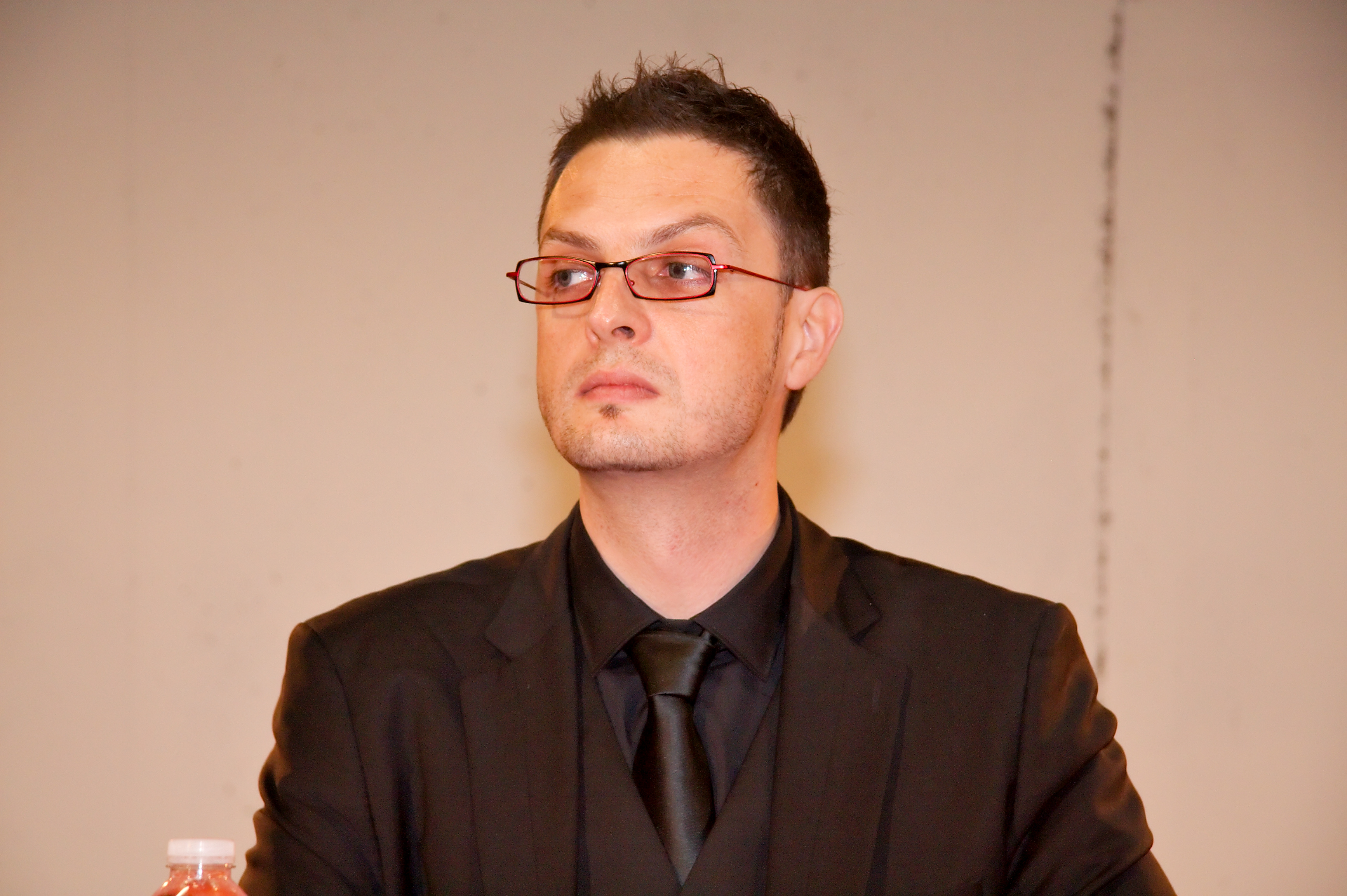
Frédéric Hosteing, interprète d'Hippolyte Kurtzmann mais aussi de sa demi-sœur Hitomi et de Fataloose, lors de la Chibi Japan Expo 2008.

Hippolyte Kurtzmann est le directeur des Ressources humaines, chargé de découvrir des super-vilains potentiels pouvant servir dans les rangs de la Flander's Company.
Sarcastique, névrosé, acariâtre et nerveux, il craque régulièrement face aux candidats aberrants qui se présentent, mettant fin à l'entrevue en faisant subir les pires atrocités aux postulants pour lui avoir fait perdre son temps. Malgré ce tempérament, il est extrêmement fidèle à Armand Trueman, et fier de son intégrité professionnelle qui fait sa réputation. Trueman, lui-même, tient son travail en haute estime, considérant Hippolyte comme « le meilleur filtre à boulets de tous les temps ».
Autrefois, il fut lui-même un super-vilain, connu sous le pseudonyme de « Sadoman ». Son pouvoir est d'absorber la douleur (la sienne comme celle des autres) pour la convertir en énergie pure, qu'il peut ensuite utiliser pour accroître ses capacités physiques et utiliser différentes techniques létales.
Son nom est tiré du personnage de M. Kurtzmann, supérieur hiérarchique du héros, dans Brazil ; la musique du générique de la série est tirée de ce même film.

#### Caleb
Pour les articles homonymes, voir Caleb.

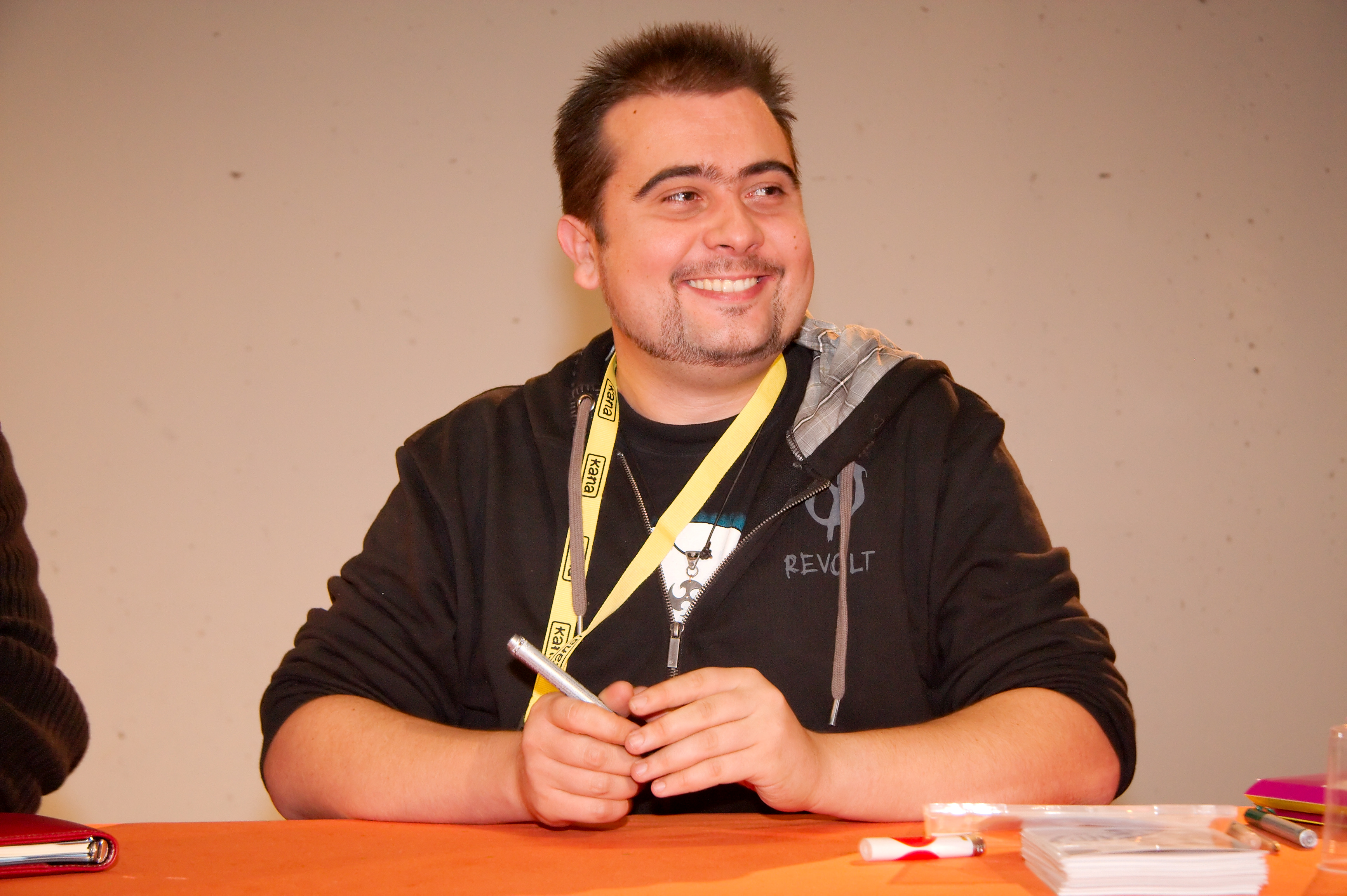
Ruddy Pomarede est le réalisateur, scénariste, caméraman (selon ses présences ou absences à l'écran) et post-producteur de la série, il y tient également le rôle de Caleb.

Chef du pôle recherche et développement, Caleb est supposé fabriquer les machines et équipements de haute technologie pour les super-vilains, bien qu'en réalité la plupart s'accordent pour dire qu'il ne sert à rien. C'est pourtant un génie scientifique capable de concevoir de nombreuses armes efficaces et dangereuses.
Malheureusement, il est extrêmement paresseux la plupart du temps, et a un don incroyable pour provoquer des explosions et autres catastrophes durant ses expériences. Ces deux facteurs lui attirent fréquemment la colère d'Armand Trueman, et il est constamment en conflit avec lui à propos de la reconnaissance de son travail et son utilité au sein de l'entreprise. En revanche, il est le meilleur ami d'Hippolyte. Il est extrêmement accro à la caféine.
Caleb est un super-vilain à la retraite, jadis connu comme le Professeur Kaos. Son pouvoir est de se déplacer sur de courts intervalles dans le temps et l'espace, ce qui lui permet de se téléporter et de se dupliquer à volonté. Ordinairement, il est uniquement capable de se déplacer de quelques mètres dans l'espace et de quelques secondes dans le temps, mais il a occasionnellement réussi à passer outre cette limite dans des circonstances particulières.

#### Armand Trueman

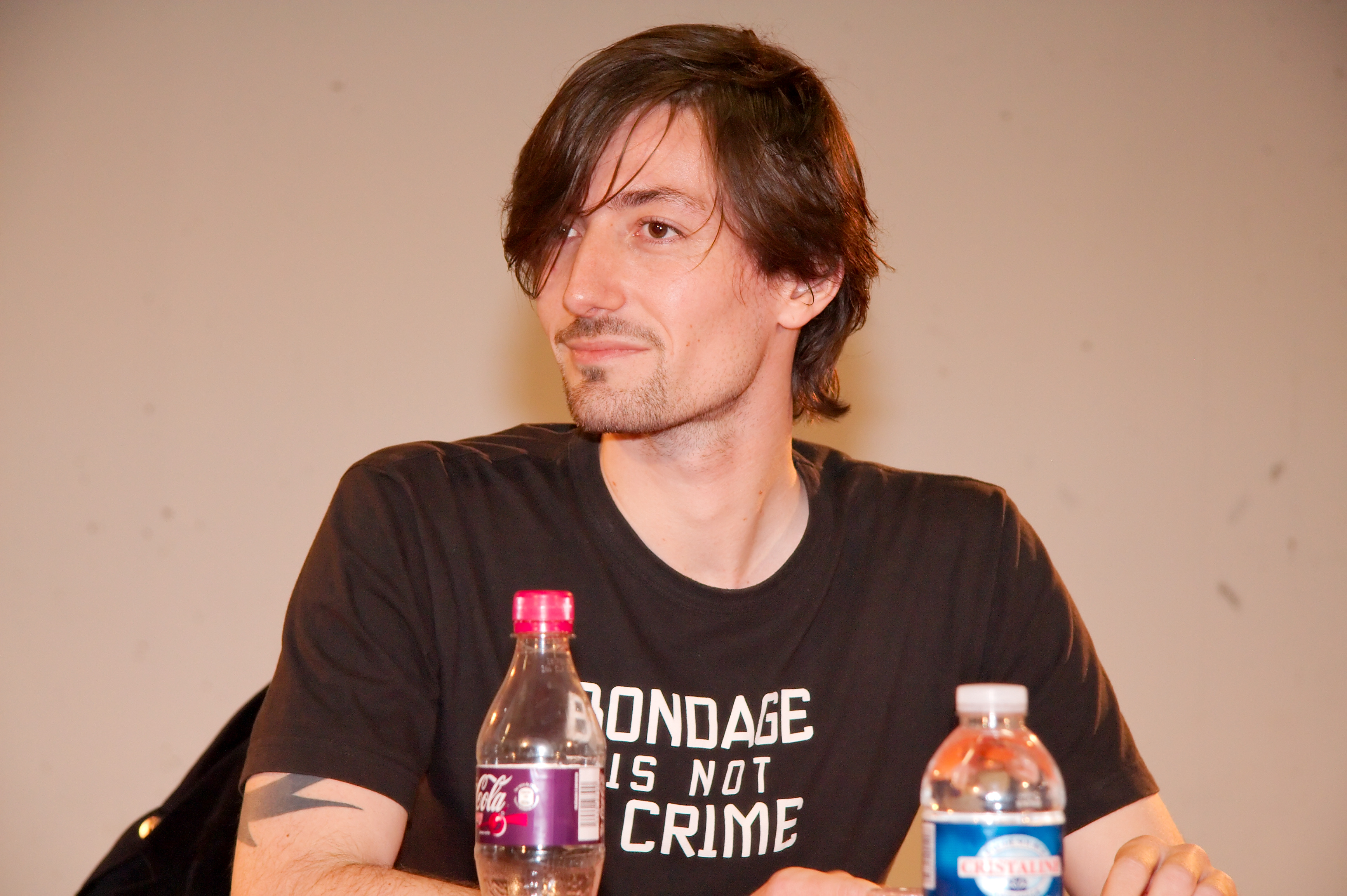
Simon Brochard (Armand Trueman).

Fils d'Oswald Trueman, fondateur de la Flander's Compagny, Armand Trueman est le PDG actuel de la Flander's. Homme d'affaires accompli, il possède une grande intelligence, ainsi qu'un fort charisme qui lui procurent une grand réussite professionnelle.
Contrairement à la plupart de ses employés, il ne dispose d'aucun super-pouvoir, un point qui le rend particulièrement susceptible. Cependant, il compense ce handicap par son intelligence, avec des stratégies toujours plus tordues et redoutables.

#### Cindy Trueman

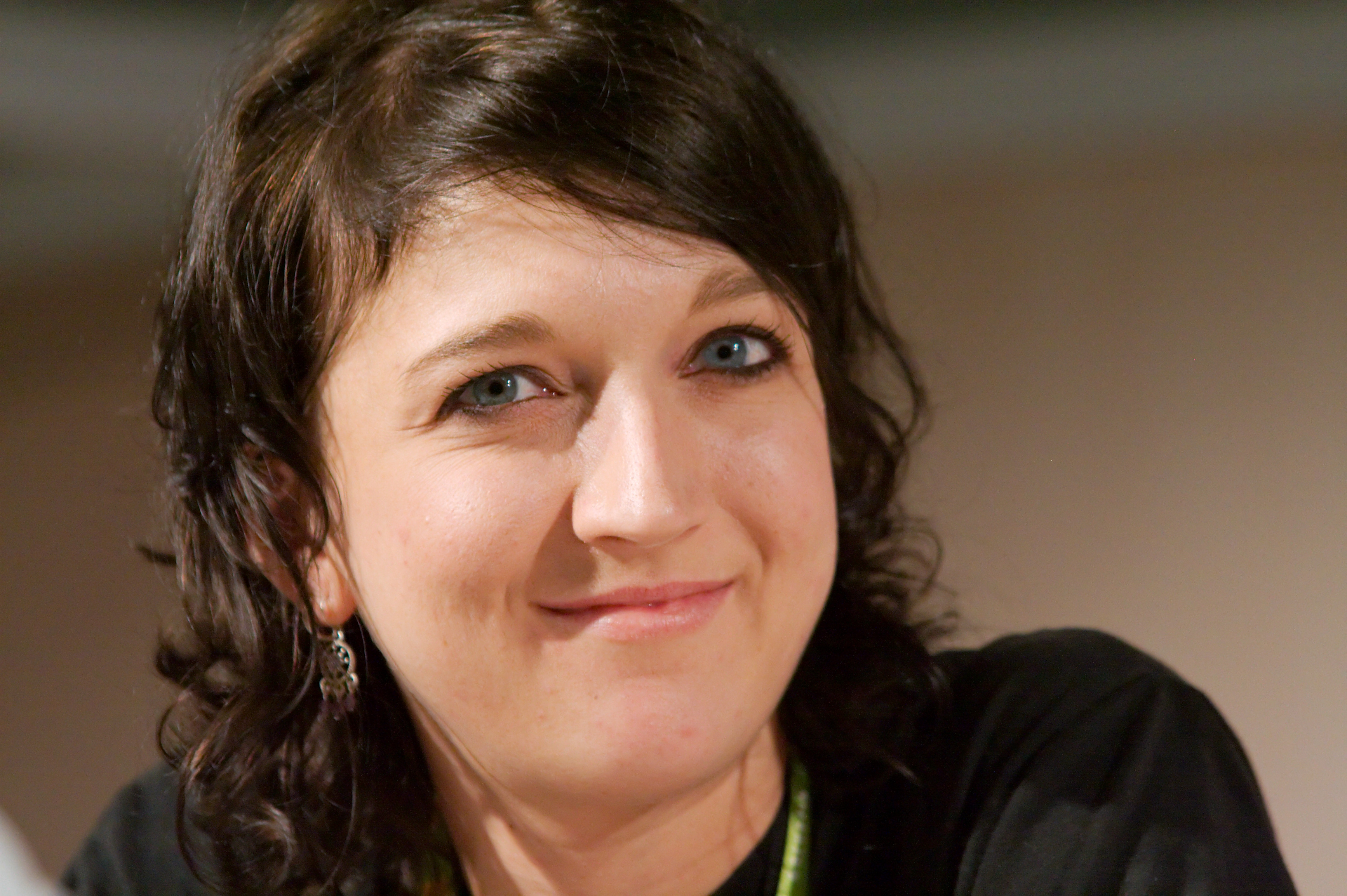
Clémence Perrot, alias Cindy Trueman.

Cindy Priscilla Trueman est la nièce d'Armand Trueman.
Elle apparaît pour la première fois en passant par le bureau des candidatures spontanées. Stagiaire pistonnée par son oncle au sein de l'entreprise, elle est finalement installée à la direction du camp d'entraînement des sbires.
D'un caractère cru et brutal qui en intimide plus d'un, Cindy adore se battre, et n'hésite pas à cogner ou massacrer quand c'est nécessaire. En dépit de son attitude extrêmement violente, elle a une affection profonde pour son oncle. Très obéissante envers son père George, elle a également une certaine affection pour sa sœur Gladys.
En tant que super-vilaine, elle se fait appeler Freiya. Ses pouvoirs sont sa force surhumaine et une capacité de régénération hors norme. Bien que son intelligence reste correcte, elle a des difficultés à comprendre les choses compliquées, plus particulièrement les mathématiques.

#### Damien Parker
Le Dr Damien Parker est le psychologue de l'entreprise. Il est là pour psychanalyser les super-vilains en baisse de moral ou faisant face à des cas de conscience. Il est adepte de la positive attitude, et essaie de toujours montrer le bon côté aux gens.

### C.C. Corporation
Premier vrai antagoniste de la série, la C.C. Corporation  est une multinationale de prêt-à-porter qui gère la fabrication des costumes de super-héros.
Ils apparaissent dans la saison 2, où ils entreprennent une OPA sur la Flander's, opération basée sur des moyens illégaux. Cela leur permet de racheter la Flander's Company et de chasser Armand Trueman, avant de progressivement pousser les autres employés peu serviles à la démission afin de s'assurer le contrôle total de la compagnie.

#### Carla Burnelle

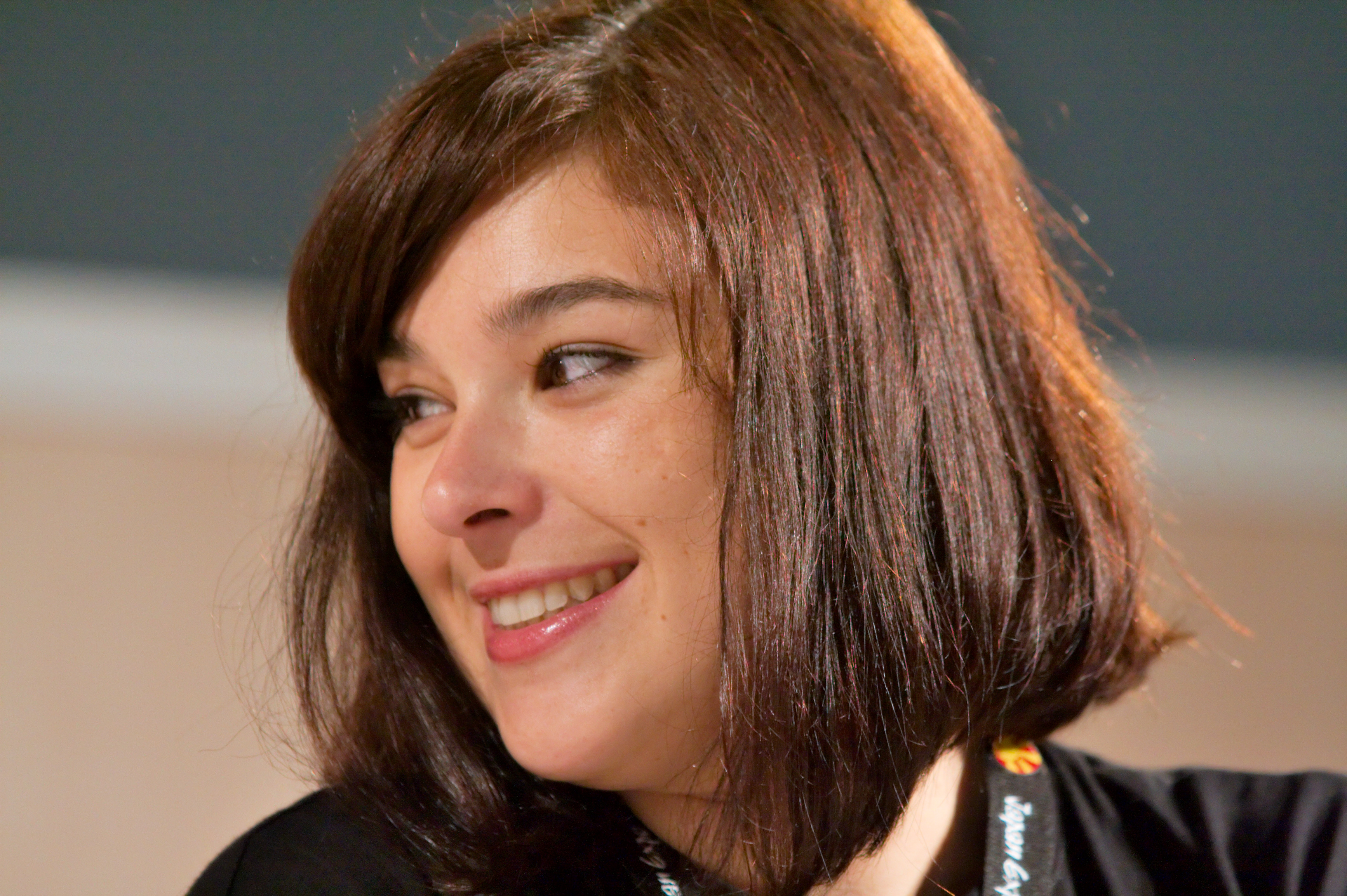
Maryline Martin, interprète de Carla, lors d'une conférence à la Chibi Japan Expo 2009.

Comme beaucoup de personnages, Carla Burnelle est originellement vue en tant que candidate au poste de super-vilain lors de la saison 1.
On découvre lors de la saison deux que Carla est la cofondatrice de la C.C Corporation. À la suite de l'opération de rachat de la Flander's par cette dernière, Carla est nommée directrice adjointe de la Flander's, se chargeant de diriger tandis que Jocelyn Grimjoy, le directeur, participe à des soirées mondaines.
Carla possède avant tout le pouvoir de générer et contrôler l'électricité. Elle a une maîtrise remarquable de ce pouvoir, qui lui permet de produire des ondes EMP qui court-circuitent les machines et le système nerveux de ses ennemis.

#### Nadège Pruneau
Nadège Pruneau apparaît pour la première fois dans l'ultime épisode de la saison 1, en tant qu'attachée de presse d'Henry Pottier (parodie d'Harry Potter). Durant l'entrevue, Nadège montre une hostilité évidente envers la Flander's, prétendant vouloir défendre les intérêts de son employeur. Cependant, il est révélé qu'elle avait en réalité été envoyée afin de déstabiliser la compagnie afin de vraisemblablement faciliter l'OPA.
Après l'OPA, Nadège se révèle être la chef comptable de la C.C. Corporation. Seule membre vraiment intelligente en dehors de Carla , Nadège est une experte en comptabilité et en informatique au tempérament plutôt autoritaire.
Nadège est  une « passe-muraille » : elle possède le pouvoir de se dématérialiser pour devenir intangible et passer à travers les murs, le sol et autres objets solides en emmenant le cas échéant quelqu'un avec elle.

#### Jocelyn Grimjoy
Jocelyn Grimjoy est le fils de Chantal Connasse. À la suite de l'OPA de la C.C. Corporation sur la Flander's, il est nommé directeur afin de remplacer Armand Trueman. Présenté comme un jeune homme « bon à rien » (selon sa mère), il possède un charisme de la même force que celui de Trueman, qui lui permet de faire marcher les relations clientèle.

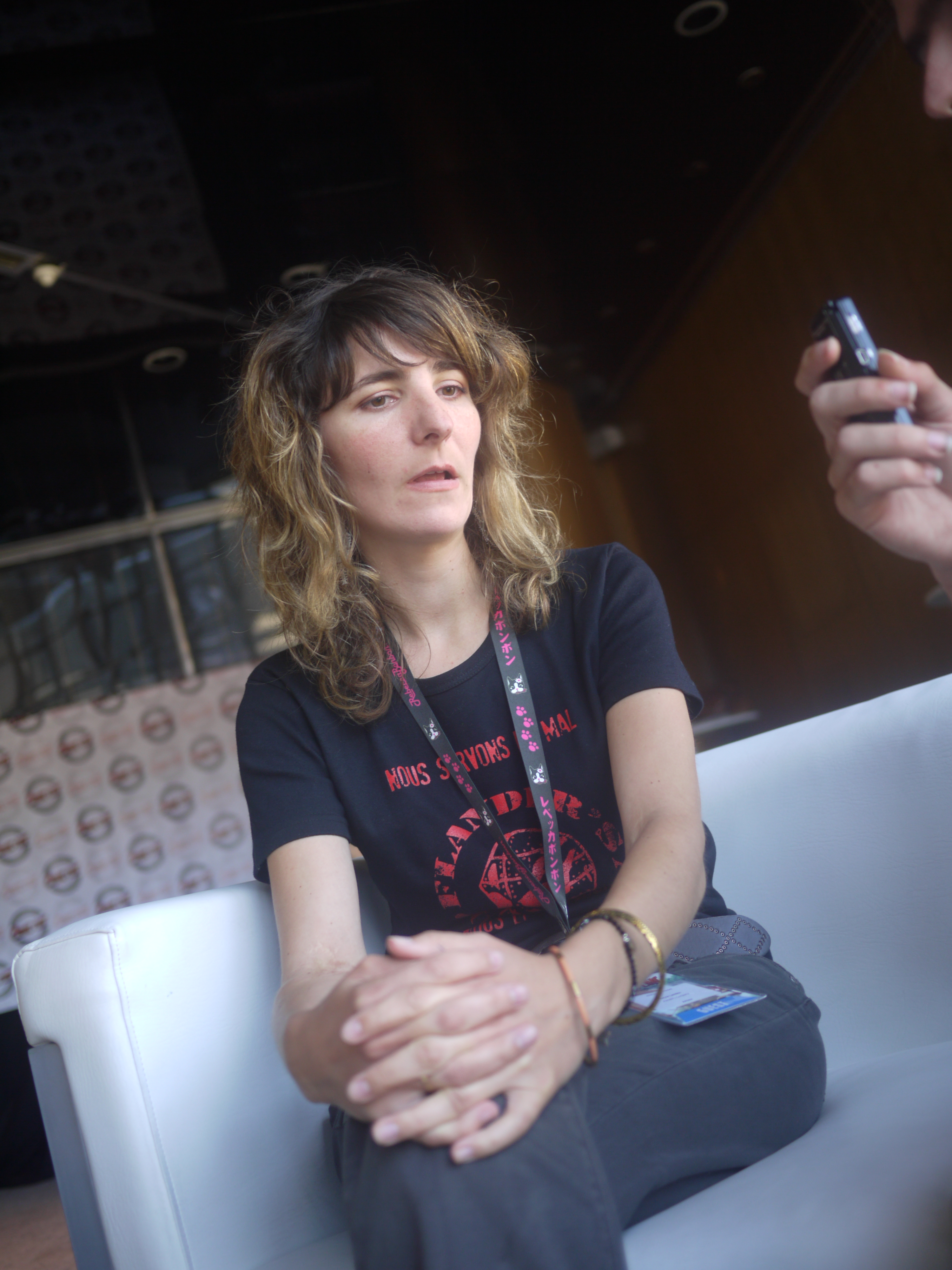
Karine Lambin, interprète de Déborah, lors d'une interview particulière réalisée lors de la Chibi Japan Expo 2010.

#### Déborah Levinsky
Chargée de communication de la C.C. Corporation, Déborah Levinsky arrive à la Flander's après l'OPA avec Maxence afin de réaliser un clip publicitaire pour la Flander's Company. Par la suite, ils apparaissent à plusieurs occasions tous deux en tant que stylistes et spécialistes de mode de la C.C.
Déborah sourit et rit en permanence, et possède un sens de la mode assez effrayant. Elle n'a au premier abord aucun pouvoir, mais son esprit se révèle tellement vide qu'elle est inconsciemment capable de résister à toute forme de pouvoir psychique.

#### Maxence

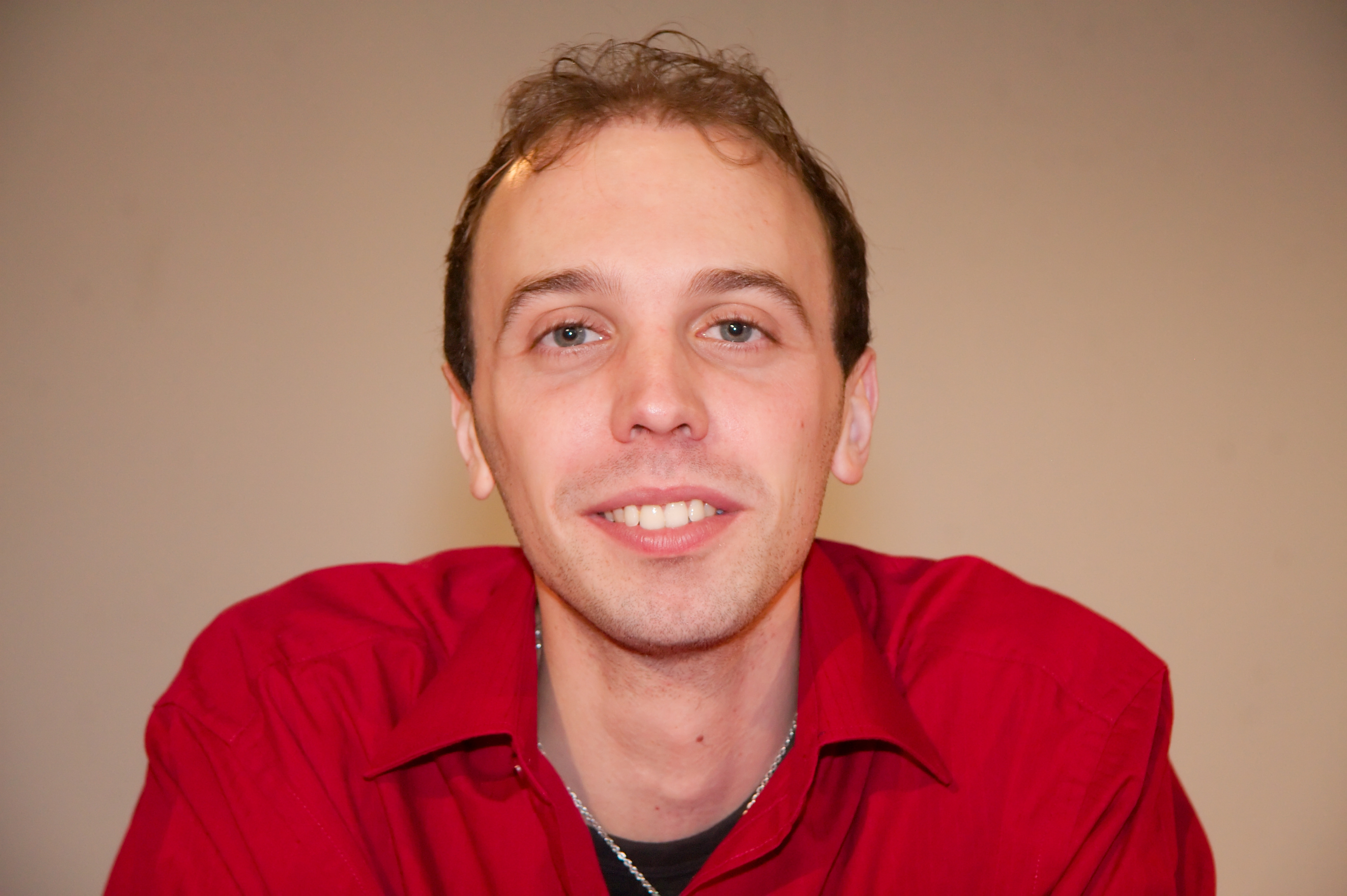
Bastien Gilliet est le coscénariste de la saison 1 et 2. Après une rapide apparition, il rejoint la distribution de la série dans la saison 2 en tant que Maxence.

Maxence est l'assistant de Déborah, partageant son goût consternant pour la mode. Il subit au fur et à mesure de l'histoire différents accidents qui le conduisent à être réduit dans la saison 3 à un paralysé muet et chauve dans une chaise roulante. En contrepartie, il acquiert des pouvoirs mentaux redoutables, qu'il appelle le « 8e Sens », et semble avoir une intelligence plus élevée.
On peut apercevoir l'acteur interpréter des petits rôles dans la saison 1, mais rien ne permet d'indiquer qu'il s'agit de son personnage de Maxence.

#### Kevin
Kevin est originellement un des nombreux candidats pour un poste de super-vilain s'étant présenté devant Hippolyte. Il revient néanmoins lors de la saison 2 alors que Déborah et Maxence sont assignés aux ressources humaines avec Hippolyte. À l'opposé du DRH, qui a une aversion naturelle profonde pour Kevin et son pouvoir, les deux employés de la C.C. sont impressionnés par Kevin et l'engagent.
Kevin possède le pouvoir, lorsqu'il danse d'une façon proche de la tecktonik, de forcer tous ceux qui le regardent dans un certain périmètre à danser avec lui. Inutile au premier abord, ce pouvoir a cependant le mérite de lui permettre d'éviter de recevoir des attaques rapprochées. Enfin, il semble doté d'une importante faculté de survie, voire de résurrection : bien qu'il subisse mille tortures, il réapparaît toujours comme s'il ne lui était rien arrivé.

#### Chantal Connasse
Chantal Connasse est la fondatrice et dirigeante de la société à laquelle elle donne ses initiales. D'abord seulement évoquée, elle est vue pour la première fois en personne dans la saison 3.
Son nom parodie la créatrice de mode française Chantal Thomass.

## Distribution

### Acteurs
| Acteur                    | Personnage                              | Saisons   | Saisons   | Saisons   | Saisons   | Saisons   |
| Acteur                    | Personnage                              | 1         | 2         | 3         | 4         | 5         |
| ------------------------- | --------------------------------------- | --------- | --------- | --------- | --------- | --------- |
| Frédéric Hosteing         | Hippolyte Kurtzmann                     | Principal | Principal | Principal | Principal | Principal |
| Frédéric Hosteing         | Hitomi Kurtzmann                        |           | Récurrent | Récurrent |           |           |
| Frédéric Hosteing         | Fataloose                               |           |           |           | Récurrent | Récurrent |
| Ruddy Pomarède            | Caleb                                   | Principal | Principal | Principal | Principal | Principal |
| Simon Brochard            | Armand Trueman                          | Principal | Principal | Principal | Principal | Principal |
| Clémence Perrot           | Cindy Trueman                           | Principal | Principal | Principal | Principal | Principal |
| Vincent Ladeuille         | Damian Parker                           | Principal | Principal | Principal | Récurrent |           |
| Nicolas Galgani           | George Trueman                          |           | Récurrent | Principal | Principal | Principal |
| Laurent Charrier          | Gladys/Gauthier Trueman                 |           | Récurrent | Principal | Principal | Récurrent |
| Maryline Martin           | Carla Burnelle                          | Récurrent | Principal | Principal | Principal | Principal |
| Anthony Delplace          | Kevin                                   | Récurrent | Récurrent | Principal | Principal | Principal |
| Caroline Segarra          | Nadège Pruneau                          | Récurrent | Principal | Principal | Principal | Principal |
| Karine Lambin             | Déborah Levinsky                        |           | Principal | Principal | Invité    |           |
| Bastien Gilliet           | Maxence                                 | Récurrent | Principal | Principal |           |           |
| José-Luis Bernez          | Igor                                    |           | Récurrent | Principal | Principal | Principal |
| Jean-Marc Imbert          | Trucidator                              | Récurrent | Récurrent | Récurrent |           |           |
| Franck Segarra            | Gringo                                  |           |           | Récurrent | Récurrent | Récurrent |
| Cyril Mare                | Jocelyn Grimjoy                         |           | Principal |           |           |           |
| Antoine Orcel             | Chantal Connasse                        |           |           | Invité    |           |           |
| François Guegaden         | Gilbert                                 | Récurrent | Récurrent |           |           |           |
| Julien Pirou              | Jean-Luc Shredder                       |           | Récurrent | Récurrent | Récurrent |           |
| Nicolas Lebrun            | Looseman                                |           | Récurrent | Récurrent | Récurrent |           |
| Benoit Legrand            | Staive Austin                           | Récurrent |           | Récurrent | Récurrent |           |
| Marcus Brison             | RecycleMan                              |           |           | Récurrent |           |           |
| Benjamin Pitton-Rossillon | Liam Campbell                           |           |           | Principal | Invité    |           |
| Judith Galland            | Silver                                  |           |           | Principal | Invité    |           |
| Noémie Alazard            | Isis Pyro                               |           |           | Principal | Invité    |           |
| Nicolas Lespagnet         | Melo                                    |           |           | Principal | Invité    |           |
| François Descraques       | Magnetus/Magnetol                       |           |           |           | Récurrent |           |
| Guillaume Moure           | Red Richards                            |           |           |           | Récurrent |           |
| Kero Jako                 | Albert Jourdain/Lanterne Verte          |           |           |           | Récurrent |           |
| Florent Dorin             | Le Visiteur du futur                    |           |           | Invité    |           |           |
| Alexandre Lavaur          | Mario Mario- Frères Ritals Psychotiques |           | Récurrent | Récurrent |           | Récurrent |
| François Tronchon         | Luigi Mario- Frères Ritals Psychotiques |           | Récurrent | Récurrent |           |           |
| Frédéric Zolfanelli       | Tony Shark                              |           |           |           |           | Récurrent |
| Baptiste Neobob           | Iron Man                                |           |           |           |           | Récurrent |
| Arnaud Benjamin           | Brusse Wayne                            |           |           |           |           | Récurrent |
| Anne-Laure Jarnet         | Jaeger                                  |           |           |           |           | Récurrent |

### Technique
- Réalisation et post production : Ruddy Pomarede
- Scénario : Ruddy Pomarede, Bastien Gilliet (saison 1 & 2)
- Caméra : Ruddy Pomarede, Vincent Ladeuille, Philippe Soarez, Hélène Robino
- Prise de son : Kero Jako, Simon Brochard

## Autour de la série

### Création et historique
Le nom de « Flander's Company » apparaît pour la première fois dans le troisième épisode de Damned, l'autre série des Guardians : il s'agissait d'une société servant les intérêts des démons,. Lors de la création de la chaîne Nolife, Ruddy Pomarede a réalisé des interviews de blogueurs, puis il a proposé de créer une série au format court ; la série a été diffusée sur Nolife à partir du 18 janvier 2008.

### Format
Les premiers épisodes étaient courts, ils duraient environ cinq minutes, mais les épisodes se sont rallongés au cours des saisons pour atteindre près de vingt minutes pour l'épisode final de la saison 3, ou celui de la saison 4. Le format court est dû aux contraintes de temps : les membres de l'équipe ayant tous un métier par ailleurs, les tournages se font les week-ends.

### Sorties DVD
La première saison de la série est sortie en DVD chez Kazé le 12 novembre 2008, la deuxième saison le 4 novembre 2009, la troisième est sortie le 29 octobre 2010, lors de la Chibi Japan Expo et la quatrième est sortie le 4 juillet 2012, lors de la Japan Expo.

### Bande dessinée
Une bande dessinée éditée par Kazé est sortie le 6 juillet 2012, avec Ruddy Pomarede au scénario, Tod au dessin, et Dreki à la couleur. Le titre de ce premier tome est Ils servent le mal et ils le servent bien.
Le tome 2, sorti le 21 août 2013, s'intitule Le mal, c'est classe !.
Le troisième tome, Le mal s'habille en Chantal!, paraît le 28 juin 2017.

### Divers
- Deux épisodes bonus présentant des auditions ont été diffusés lors de la saison 1, un se déroulant à la Japan Expo 2008 et l'autre dans les locaux de Nolife.
- Une émission spéciale de Tokyo Café a été réalisée dans les locaux de la Flander's Company, avec Caleb dans le rôle de Suzuka[pertinence contestée].
- La série est tournée dans les locaux d'AnimeLand[1] et son rédacteur en chef y apparaît souvent en tant qu'invité.
- Le slogan de la première saison est « Nous servons le mal, et nous le servons bien », ce qui est aussi la devise de l'entreprise[2].
- Plusieurs épisodes ont été réalisés, mêlant les personnages de la Flander's Company à ceux de Noob. Un épisode comprend également comme invité le Visiteur du futur.[réf. nécessaire]
- La musique utilisée pour le générique provient du film Brazil (film, 1985) de Terry Gilliam (Central Services/The Office)[réf. nécessaire].